# USS Mansfield (DD-728)
El USS Mansfield (DD-728) fue un destructor clase Allen M. Sumner de la Armada de los Estados Unidos.

## Construcción y características
Su quilla se puso el 28 de agosto de 1943 en el astillero Bath Iron Works, en la ciudad de Bath, estado de Maine. Fue botado el 29 de enero de 1944 siendo su madrina Edmond F. Jewell. Y fue comisionado el 14 de abril de 1944 con el capitán Robert E. Brady, Jr. al mando.
Originalmente, el nombre Mansfield estuvo reservado para el DD-594 pero después fue pospuesto para el DD-728. El DD-549 fue bautizado Hart.
Tenía un desplazamiento de 3218 t a carga plena. Su eslora medía 114,76 m, una manga de 12,45 m y un calado de 4,32 m.
Su maquinaria estaba compuesta por dos turbinas y cuatro calderas. Generaba una potencia de 60 000 shp y desarrollaba una velocidad de 36,5 nudos.
Su armamento se componía por seis cañones de calibre 127 mm, 12 cañones de 40 mm, 11 cañones de 20 mm y 10 tubos lanzatorpedos de 533 mm.

## Servicio
El USS Mansfield realizó sus maniobras de pruebas cerca de Bermudas y, después, en el Norfolk Naval Shipyard y Casco Bay (Maine). Pasando por el canal de Panamá, arribó a San Diego el 10 de septiembre de 1944. Una semana después, marchó a Pearl Harbor junto a la Destroyer Division 122, haciendo ejercicios en ruta. Una vez en Pearl, realizó ejercicios antiaéreos y de bombardeo de costa. Luego, escoltó un convoy a Ulithi junto a otros cuatro destructores.
Se unió al Grupo de Tareas 38.1 para realizar screening y servir como piquete durante los ataques de portaviones en el estrecho de Luzón. El 10 de diciembre de 1944, estaba cubriendo ofensivas en Luzón junto a la Destroyer Division 61 (TG 38.2). Un tornado interrumpió las operaciones y hundió los destructores Hull, Spence y Monaghan. El grupo de tareas del que integraba el Mansfield rescató sobrevivientes y regresó a Ulithi.
El 30 de diciembre de 1944, el Mansfield se sumó al Grupo de Tareas 30.1 para hacer ataques contra Formosa y Luzón Central. El almirante William F. Halsey condujo la Tercera Flota —y el GT 30.1 con ella— a través del canal de Bashi para desembocar en el mar de la China Meridional. Del 10 al 20 de enero de 1945, la Tercera Flota hostigó instalaciones y mercantes y derribó 112 aviones.
A principios de febrero de 1945, el Mansfield cubrió los portaviones que atacaban el área industrial de Tokio.
Fue retirado el 4 de febrero de 1971 y transferido a la Argentina en 1974 para repuestos. Fue desarmado en 1978.